# Schlosskirche (Weilburg)

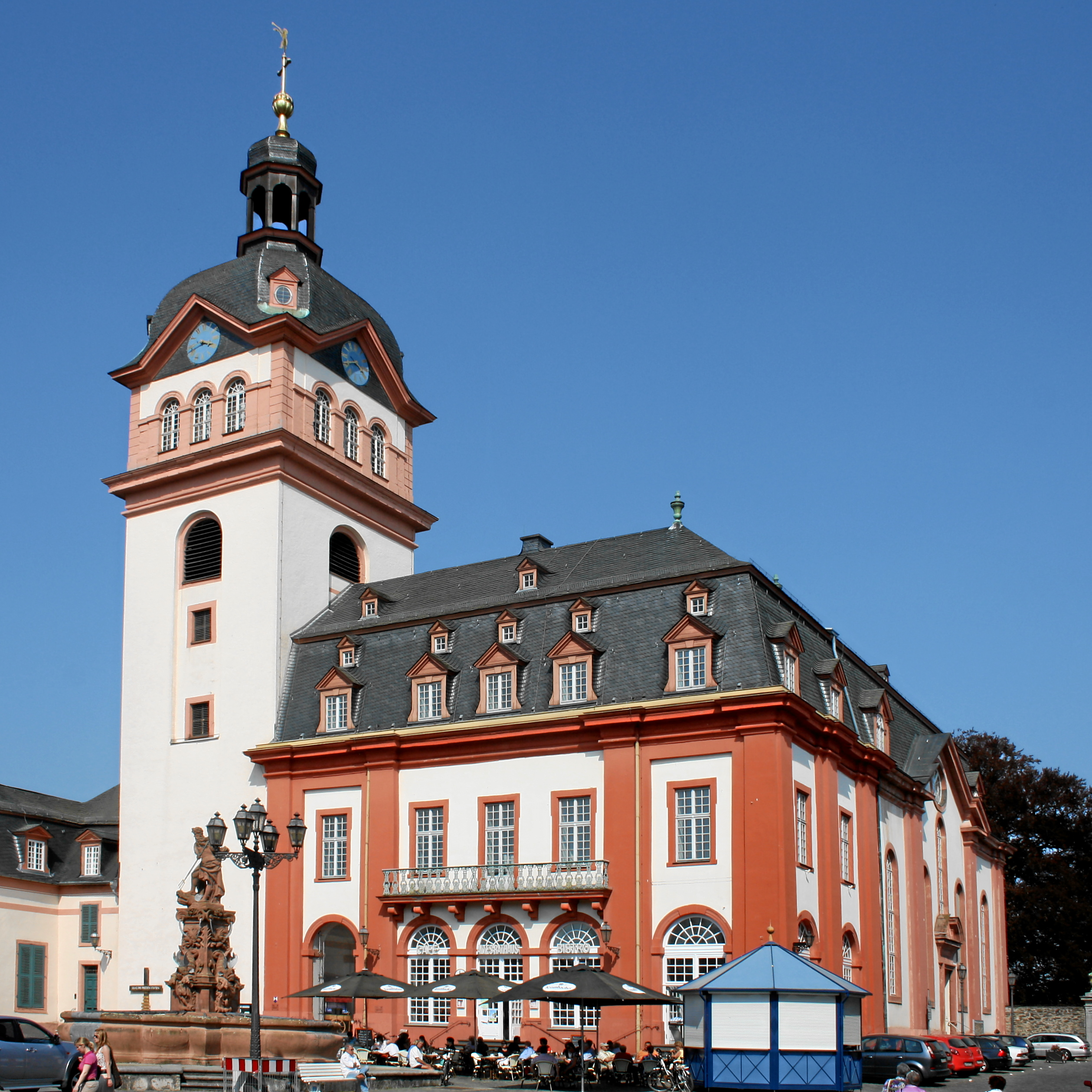
Altes Rathaus und Schlosskirche mit Turm

Die evangelische Schlosskirche von Weilburg ist ein sakraler, im Stil des Barock erbauter Hallenbau in der hessischen Kleinstadt Weilburg. Sie wurde 1707–1713 nach den Plänen von Julius Ludwig Rothweil erbaut und ist Teil der unter Graf Johann Ernst von Nassau-Weilburg durchgeführten großflächigen Umgestaltung der Weilburger Schlossanlagen und der Altstadt.

## Vorgängerbauten

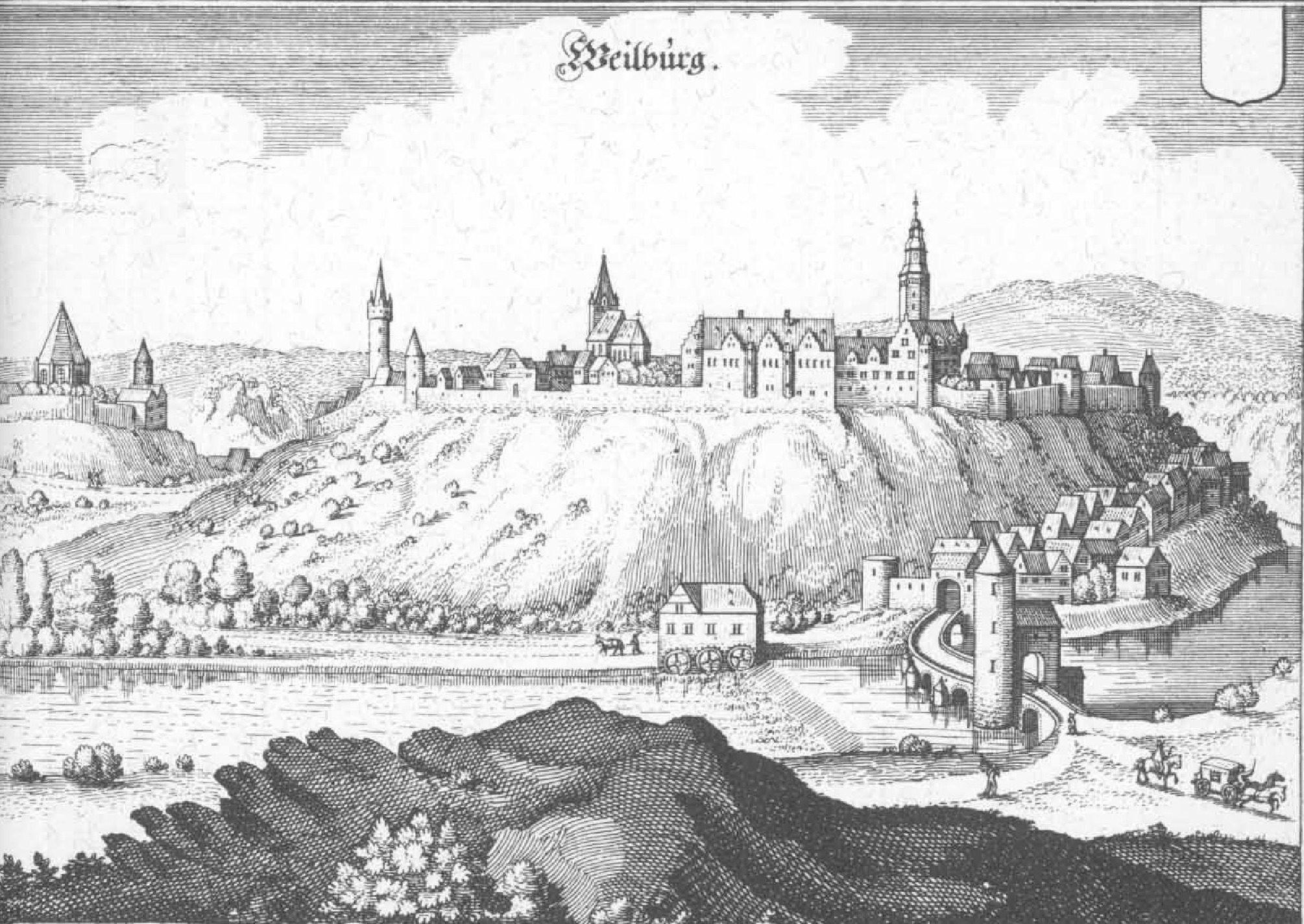
Auf dem Kupferstich der Stadtansicht von Matthäus Merian (1655) ist die Vorgängerkirche noch gut zu erkennen.

Im Jahr 912 gründete König Konrad I. im Gedenken an seinen Vater Konrad den Älteren auf Reichsgut das Chorherrenstift St. Walpurgis, zu dem auch eine kleine Stiftskirche, die der Heiligen Maria und der heiligen Walpurgis geweiht war, gehörte. Nach dem Aussterben der Konradiner schenkte Kaiser Otto III. das Stift dem Bistum Worms. Im 13. Jahrhundert erwarben die Grafen von Laurenburg-Nassau, die zuvor bereits von Worms als Vögte eingesetzt waren, das Stift und die Ortschaft Wiliniaburg, das spätere Weilburg. König Adolf I. verlieh Weilburg im Jahr 1295 die Stadtrechte, die auch von seinem Rivalen und Nachfolger Albrecht von Habsburg bestätigt wurden.
Im Jahr 1397 wurde unter Graf Philipp I. die alte Stiftskirche abgebrochen und ein dem Heiligen Andreas geweihtes Gotteshaus errichtet. 1508 begann man mit dem Bau eines Anbaus, der St.-Martins-Kirche, die aber erst nach der Einführung der Reformation in den nassauischen Gebieten 1538 vollendet wurde.
Philipp III. von Nassau-Weilburg ließ 1555 den Turm instand setzen. Dabei wurde ein kupferner Wasserhochbehälter mit einem Fassungsvermögen etwa 80 m³ im Dach des Turmes installiert, der dem Betreiben der im Schlossgarten neu angelegten Wasserspiele diente.

## Entstehung der heutigen barocken Schlosskirche
1707 wurde die alte Doppelkirche im Zuge der Umgestaltung der Stadt abgebrochen und an ihrer Stelle bis 1713 der noch heute bestehende Barockbau in der Form einer Querkirche errichtet. Der massive Turm der alten Kirche wurde in den neuen Kirchturm integriert und reicht ungefähr bis zur Gesimshöhe über dem Glockenstuhl. Die Schlosskirche diente fortan als Stadt- und Hofkirche.
Die Schlosskirche wurde von dem Maler Georg Friedrich Christian Seekatz aufwändig ausgemalt.
Der alte Wasserbehälter im Dach des Turmes wurde um 1700 entfernt und durch einen neuen mit einem Fassungsvermögen von 26 m3 ersetzt. Dieser wurde 1708 wegen seiner geringen Größe wieder ausgebaut und durch einen 68 m3 großen Kessel ersetzt. Nachdem das Reservoir im Wehrhölzer Wald 1776 erweitert worden war, wurde der Druckbehälter im Turm überflüssig und 1779 ersatzlos entfernt.

## Orgel

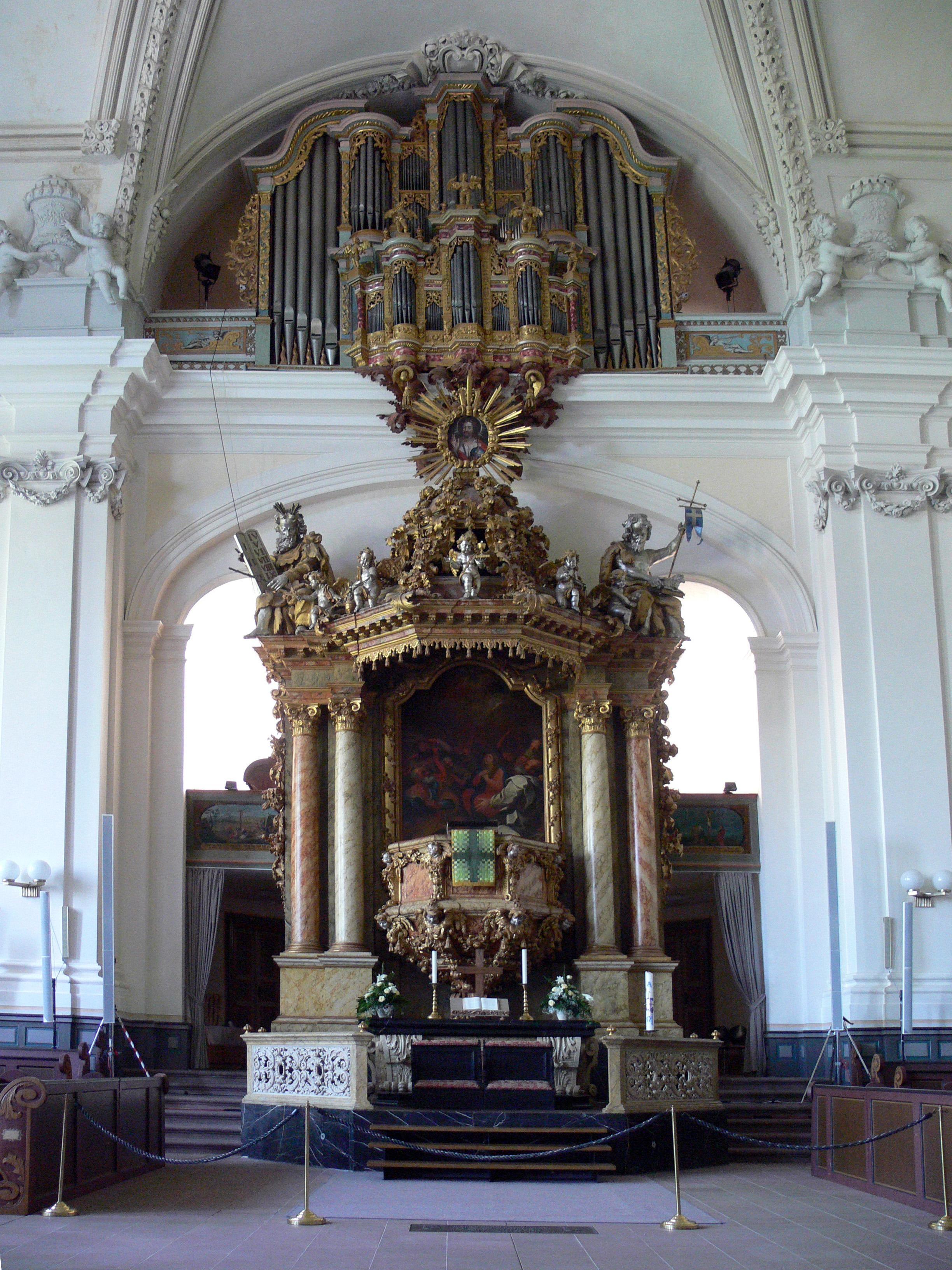
Altar und Orgel

Im Jahr 1710 baute der „Domkapitelsche Orgelmacher“ Johann Jakob Dahm aus Mainz für 1900 Gulden eine neue Orgel. Das Instrument verfügte über 23 Register, die auf Hauptwerk, Rückpositiv und Pedal verteilt waren. Wilhelm Sauer ersetzte die Orgel im Jahr 1902/1903 als Opus 896, baute ein Schwellwerk ein und stellte die Traktur auf pneumatische Kegelladen um. Ein freistehender Spieltisch fand seinen Aufstellungsort auf der Empore unterhalb der Orgel. Nur das barocke Gehäuse und die (jetzt stummen) Prospektpfeifen des Prinzipals in den beiden Manualwerken blieben erhalten. Im Jahr 1972 führte die Firma G. F. Steinmeyer & Co. einen Umbau durch und erweiterte auf 28 Register. Die Orgel erhielt einen neuen Spieltisch mit einem dritten Manual für den späteren Ausbau des Rückpositivs. Die Disposition lautet seitdem:
| I Hauptwerk C–f3 |        |
| Bordun           | 16′    |
| Prinzipal        | 8′     |
| Gedeckt          | 8′     |
| Gemshorn         | 8′     |
| Oktave           | 4′     |
| Rohrflöte        | 4′     |
| Quinte           | 1 2⁄3′ |
| Oktave           | 2′     |
| Cornett III–IV   | 4′     |
| Mixtur IV–V      | 1 ⁄2′  |
| Trompete         | 8′     |

| II Schwellwerk C–f3 |           |
| Gedeckt             | 16′       |
| Geigenprinzipal     | 8′        |
| Flöte               | 8′        |
| Gedeckt             | 8′        |
| Gamba               | 8′        |
| Fugara              | 4′        |
| Fernflöte           | 4′        |
| Piccolo             | 2′        |
| Flageolett          | 1′ + 1⁄2′ |
| Sesquialter         | 2 ⁄3′     |
| Tremulant           |           |

| Pedal C–f1    |     |
| Prinzipalbass | 16′ |
| Violon        | 16′ |
| Subbass       | 16′ |
| Oktave        | 8′  |
| Gedeckt       | 8′  |
| Flöte         | 4′  |
| Posaune       | 16′ |

- Koppeln: II/I, I/P, II/P, Superoktavkoppel I
- Spielhilfen: 2 freie Kombinationen, feste Kombination, tutti, Jalousieschweller mit 2 Stufen, Walze

## Integration des Rathauses

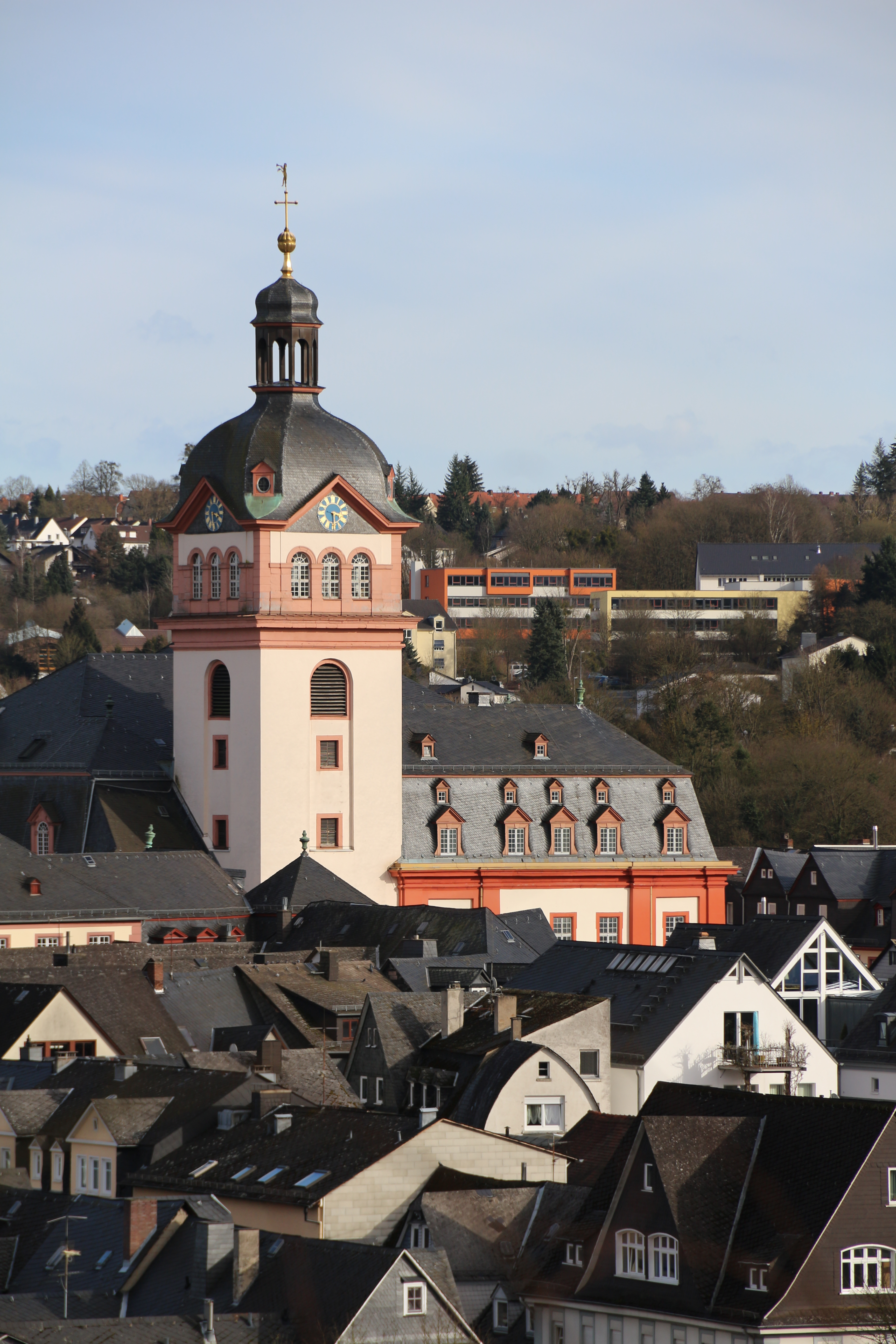
Turm der Schlosskirche von Westen. Rechts an den Turm grenzt das alte Rathaus

Auf der dem Marktplatz zugewandten Seite wurde in den Kirchenbau das alte Weilburger Rathaus integriert, das heute ein Café und Konferenzräume beherbergt.

## Grablege des Hauses Nassau
Unterhalb des Altars befindet sich die Fürstengruft der nassauischen Herrscher. Graf Johann Ernst war der erste Herrscher, der hier beigesetzt wurde. Die in der Vorgängerkirche beigesetzten Fürsten wurden 1909 in die Fürstengruft überführt. Insgesamt wurden über 30 nassauische und luxemburgische Herrscher in der Fürstengruft beigesetzt, zuletzt Adolf I., bis 1866 Herzog von Nassau und von 1890 bis 1905 Großherzog von Luxemburg und sein Sohn Wilhelm IV., der von 1905 bis 1912 Großherzog von Luxemburg war. Sie ist alljährlich am 17. November, dem Todestag Großherzog Adolphs, für Besucher geöffnet.